# Helgdagar i USA

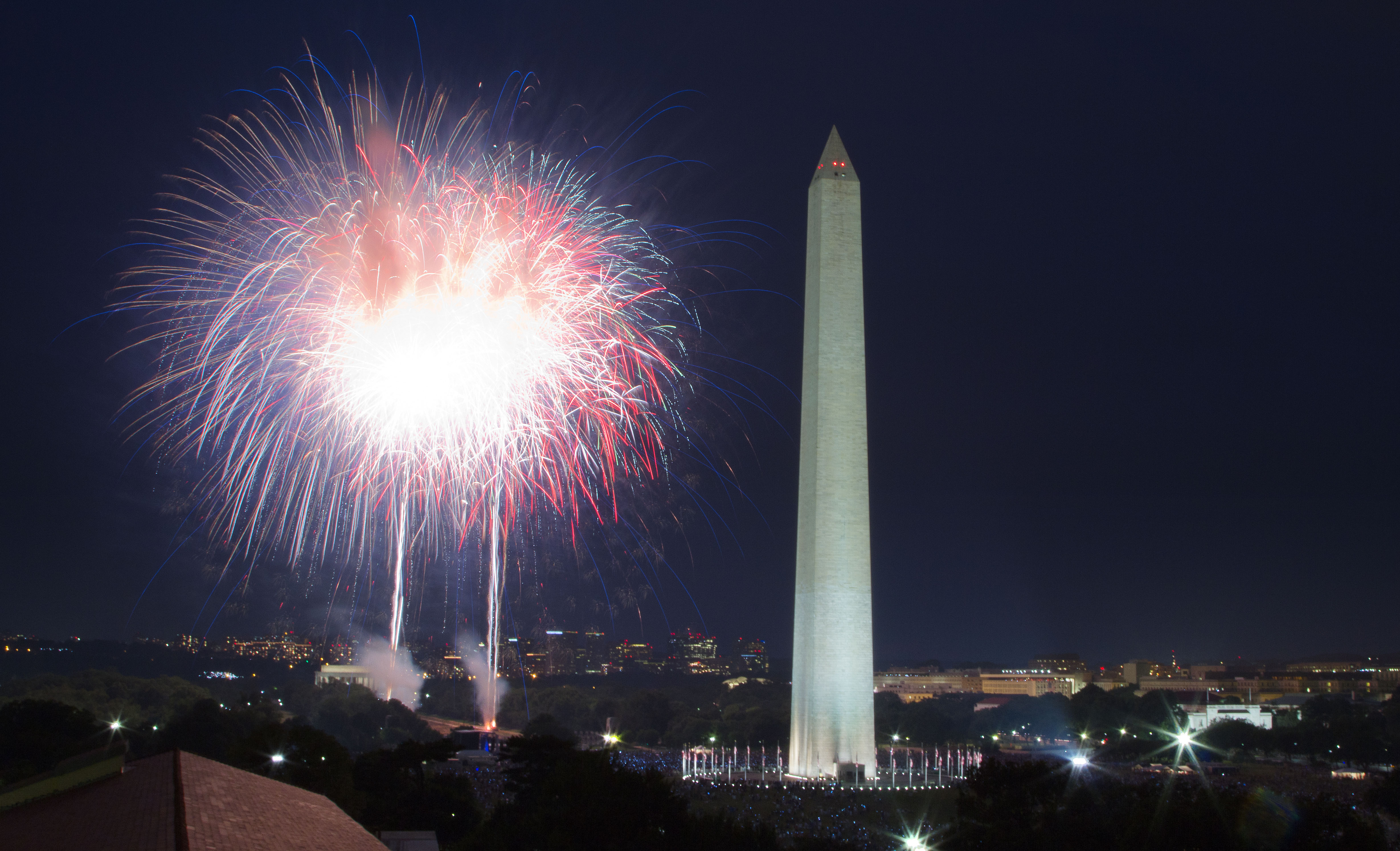
Fyrverkeri 4 juli 2011 vid Washingtonmonumentet på National Mall i Washington, D.C..

I USA finns följande federala helgdagar, då alla amerikaner har ledigt förutom inom butiksnäringen. Köpcentrum, restauranger, butiker och stormarknader kan ha halvdag, men stänger helt endast under påskdagen, thanksgiving och juldagen. Om en helgdag faller under en helg (lördag eller söndag) ges oftast ledigt på fredagen eller måndagen istället. En federal helgdag innebär att myndigheter tillhörande USA:s federala statsmakt håller stängt likt under ett vanligt veckoslut.

## Federala helgdagar
- New Year's Day (nyårsdagen) - 1 januari[1]
- Martin Luther King-dagen - tredje måndagen i januari[1]
- President's Day/Washington's Birthday - tredje måndagen i februari[1]
- Memorial Day- sista måndagen i maj[1]
- USA:s självständighetsdag - 4 juli[1]
- Labor Day - första måndagen i september[1]
- Columbusdagen - andra måndagen i oktober[1]
- Veterans Day - 11 november[1]
- Thanksgiving - fjärde torsdagen i november[1]
- Juldagen - 25 december[1]

## Andra helgdagar utan särskild status
Vissa av rörliga helgdagarna har blivit flyttat till den närmaste måndag för att det ska bli en tredagars lång helg. Dagen efter Thanksgiving (fjärde fredagen i november), som kallas för Black Friday, är ingen allmän helgdag, men skolor och nästan alla arbeten har dock stängt. Inom butiksnäringen är dock denna dag årets största shopping- och readag. Påskdagen har inte blivit en federal helgdag eftersom det alltid faller på en söndag, vilket är ändå en ledig dag. Nästan allt är stängt under denna dag.
Långfredagen kallad "Good Friday" i USA är ingen federal helgdag, men är helgdag i 12 delstater. Börshandeln på New York Stock Exchange och NASDAQ har stängt liksom skolor och flertalet arbetsplatser. Många butiker och affärer har i allmänhet öppet halva dagen. Många delstater har fler helgdagar, utöver federala helgdagar. Julafton (24 december) och nyårsafton (31 december) är halvdagar i hela USA (även inom butiksnäringen).

## Helgdagar i särskilda delstater
Följande dagar är en del av helgdagarna i USA:s delstater, utöver de federala:
- Långfredagen - rörlig: Connecticut, Delaware, Florida, Hawaii, Indiana, Kentucky (halvdag), Louisiana, New Jersey, North Carolina, North Dakota, Tennessee och Texas.
- Julafton - 24 december: Arkansas, Iowa, Michigan, Montana, North Carolina, Tennessee och Texas.
- Nyårsafton - 31 december: Iowa, Kentucky, Michigan och Montana.
- Valdagen:  Hawaii, Illinois, Indiana, Louisiana, Maryland, New Hampshire, New Jersey, New York och Wisconsin.
- Dagen efter Thanksgiving ("black friday") - fjärde fredagen i november: Iowa, New Hampshire och Oklahoma.
- Mardi Gras - rörlig: Louisiana

Dagen då USA:s president planenligt svärs in vart fjärde år, den 20 januari, är i praktiken en ledig dag för anställda vid federala myndigheter i Washingtons storstadsområde.
Många delstater har fler helgdagar än ovan.